# Coppa Intercontinentale 1998 (calcio a 5)
La Coppa Intercontinentale di calcio a 5 del 1998 è la terza edizione di tale trofeo nell'ambito del calcio a 5 (FIFA), seppur non ancora riconosciuto dalla FIFA stessa. La competizione si è svolta dal 14 al 16 ottobre tra la MFK Dina Moskva, detentrice del trofeo, e i brasiliani dell'Atletico Pax de Minas, che si sono aggiudicati la coppa al meglio delle tre partite.

## Gare
| Mosca 7 ottobre 1998 | MFK Dina Moskva | 6 – 5 | Atletico Pax de Minas | Luzhniki Hall |

| Mosca 8 ottobre 1998 | MFK Dina Moskva | 0 – 4 | Atletico Pax de Minas | Luzhniki Hall |

| Mosca 9 ottobre 1998 | MFK Dina Moskva | 3 – 4 | Atletico Pax de Minas | Luzhniki Hall |